# Musée National d’Histoire Militaire
Musée National d’Histoire Militaire (pol. Narodowe Muzeum Historii Wojskowości) – muzeum wojskowe w luksemburskim mieście Diekirch założone w 1984.
Muzeum prezentuje przebieg II wojny światowej, w szczególności tzw. bitwę o wybrzuszenie (1944–1945) poprzez dioramy w skali 1:1, pokazujące obydwie strony bitwy: amerykańską i niemiecką oraz sposób, w jaki żołnierze i cywile żyli podczas bitwy. Oprócz tego w muzeum znajdują się kolekcje broni, pojazdów i różnych urządzeń oraz historia Sił Zbrojnych Luksemburga ukazana poprzez zaangażowanie wojskowych z Wielkiego Księstwa w misjach zagranicznych ONZ, NATO i Unii Europejskiej.

## Galeria

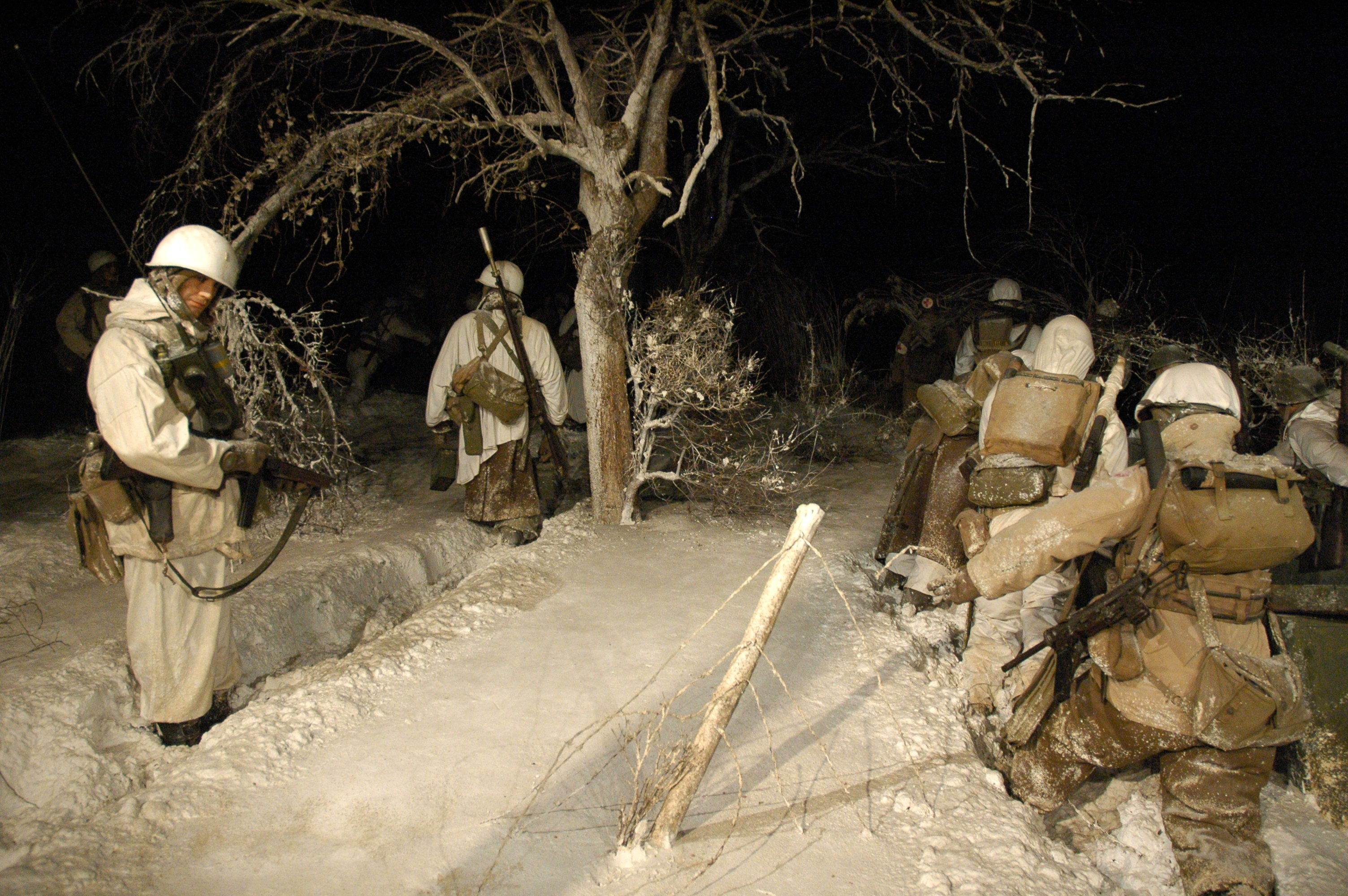
Żołnierze amerykańscy
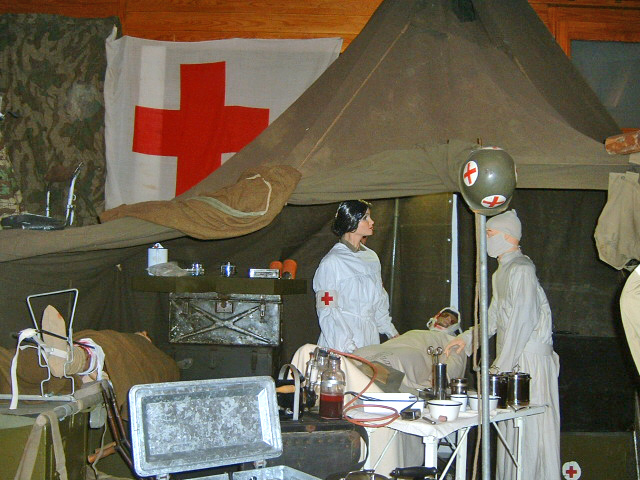
Amerykański szpital polowy
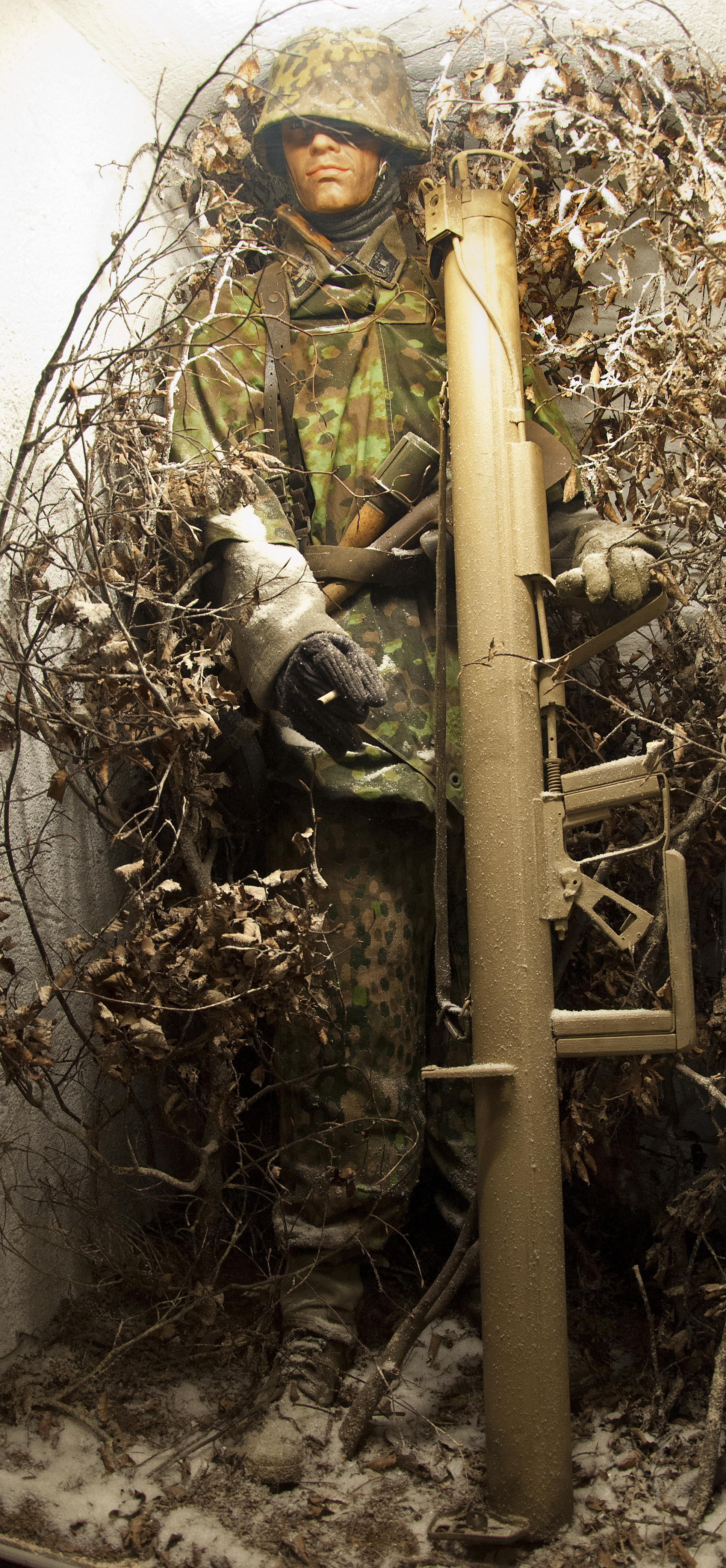
Żołnierz Waffen-SS z Panzerschreckiem
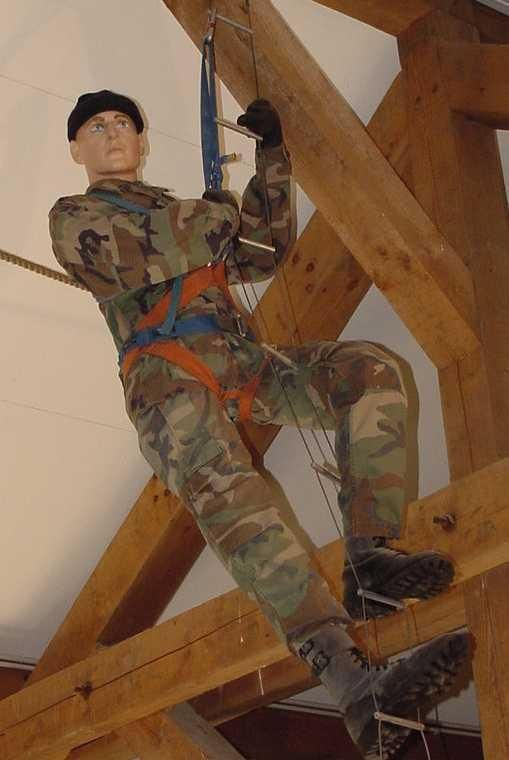
Żołnierz luksemburski
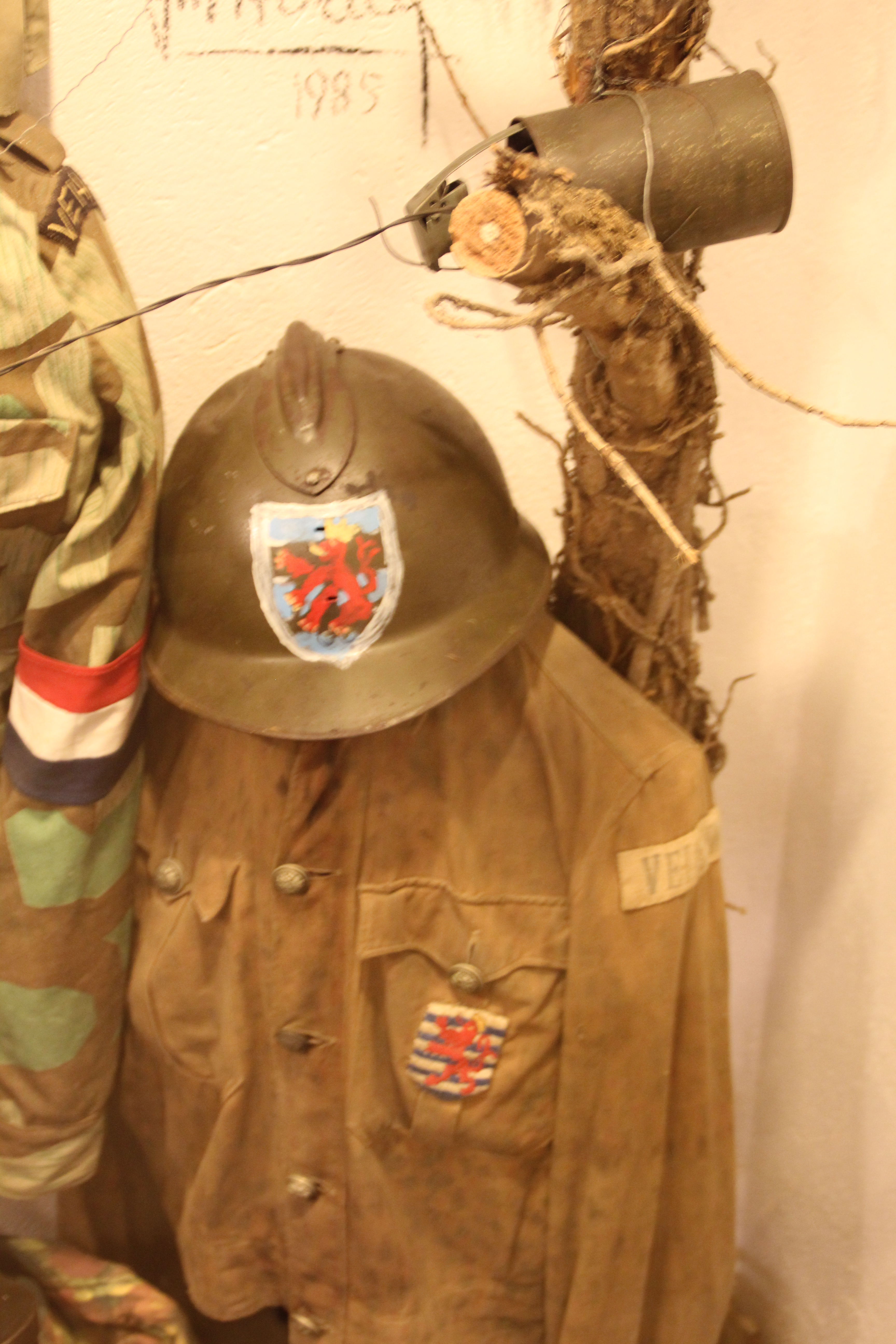
Mundur luksemburskiego partyzanta